# Автономна і гетерономна етика
Автоно́мна і гетероно́мна е́тика (від грец. грец. αυτόνομος — незалежний і έτερος — інший) — гілки класифікації етичного в світовій теорії етики. 
Автономна етика моральні принципи виводить із законів, які внутрішньо притаманні моралі; гетерономна етика, навпаки, формулює свої принципи, виходячи з засад, що є зовнішніми щодо моралі. 
Різновидами гетерономної етики вважають: 
- гедонізм, який обґрунтовує моральні вимоги прагненням одержати насолоду й уникнути страждань;
- евдемонізм, де за основу моральної поведінки людини приймають її прагнення до щастя;
- утилітаризм, який джерело моралі вбачає у принципі корисності, та ін.

Вперше поняття «гетерономна етика» застосував Іммануїл Кант для позначення етичного вчення французьких матеріалістів 18 ст., які обґрунтовували мораль, виходячи з «природи людини». На противагу цим теоріям Кант висунув принципи автономної етики, сформульовані у його праці «Критика критичного розуму», — автономність індивідуальної волі та «обов'язок заради обов'язку». Пізніше ці кантівські ідеї по-різному розвивали різні школи етики, зокрема неокантіантство, інтуїтивізм та інші. Кант доводив, що вчинок є моральним лише тоді, коли він не залежить від «чужих» йому прагнень — бажання зробити добро іншим, особистого інтересу, естолюбства тощо, а продиктований винятково «повагою до морального закону». 
Моральний закон, за Кантом, — вічний і незмінний, не пов'язаний ні з потребами людей, ні з  законами суспільного розвитку (див. Категоричний імператив).

## Критики
Марксистсько-ленінська етика не визнає поділу етики на автономну і гетерономну, оскільки в основі його лежить ідеалістнчна ідея автономності моралі, ігнорування того факту, що моральні принципи зумовлені соціально-історичною необхідністю.